# Douglas a le sourire
Pour plus de détails, voir Fiche technique et Distribution.
Douglas a le sourire (He Comes Up Smiling) est un film muet américain réalisé par Allan Dwan et sorti en 1918.

## Synopsis
Jerry Martin quitte son boulot ennuyeux d'employé de banque et tombe avec une bande de clochards. Il prend l'apparence de Bachelor, le « roi du marché », et se retrouve poursuivi par des hommes dangereux qui en ont après le vrai Bachelor.

## Fiche technique
- Titre : Douglas a le sourire
- Titre original : He Comes Up Smiling
- Réalisation : Allan Dwan
- Scénario : Frances Marion, Emil Nyitray, Byron Ongley, Charles Sherman
- Production : Douglas Fairbanks Pictures
- Photographie : Joseph H. August, Hugh McClung
- Durée : 50 minutes
- Dates de sortie :
  - États-Unis : 15 septembre 1918
  - France : 26 mars 1920

## Distribution
- Douglas Fairbanks : Jerry Martin
- Marjorie Daw : Billie Bartlett
- Herbert Standing : Mike
- Frank Campeau : John Bartlett
- Jay Dwiggins : Général
- Bull Montana : Baron Bean
- Kathleen Kirkham : Louise
- Albert MacQuarrie : Batchelor
- Billy Elmer
- Robert Cain